# Grigori Sokolov

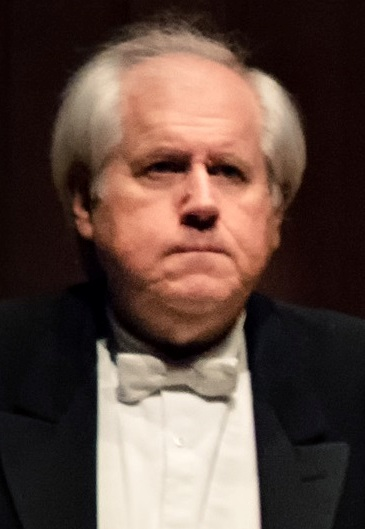
Sokolov in 2015

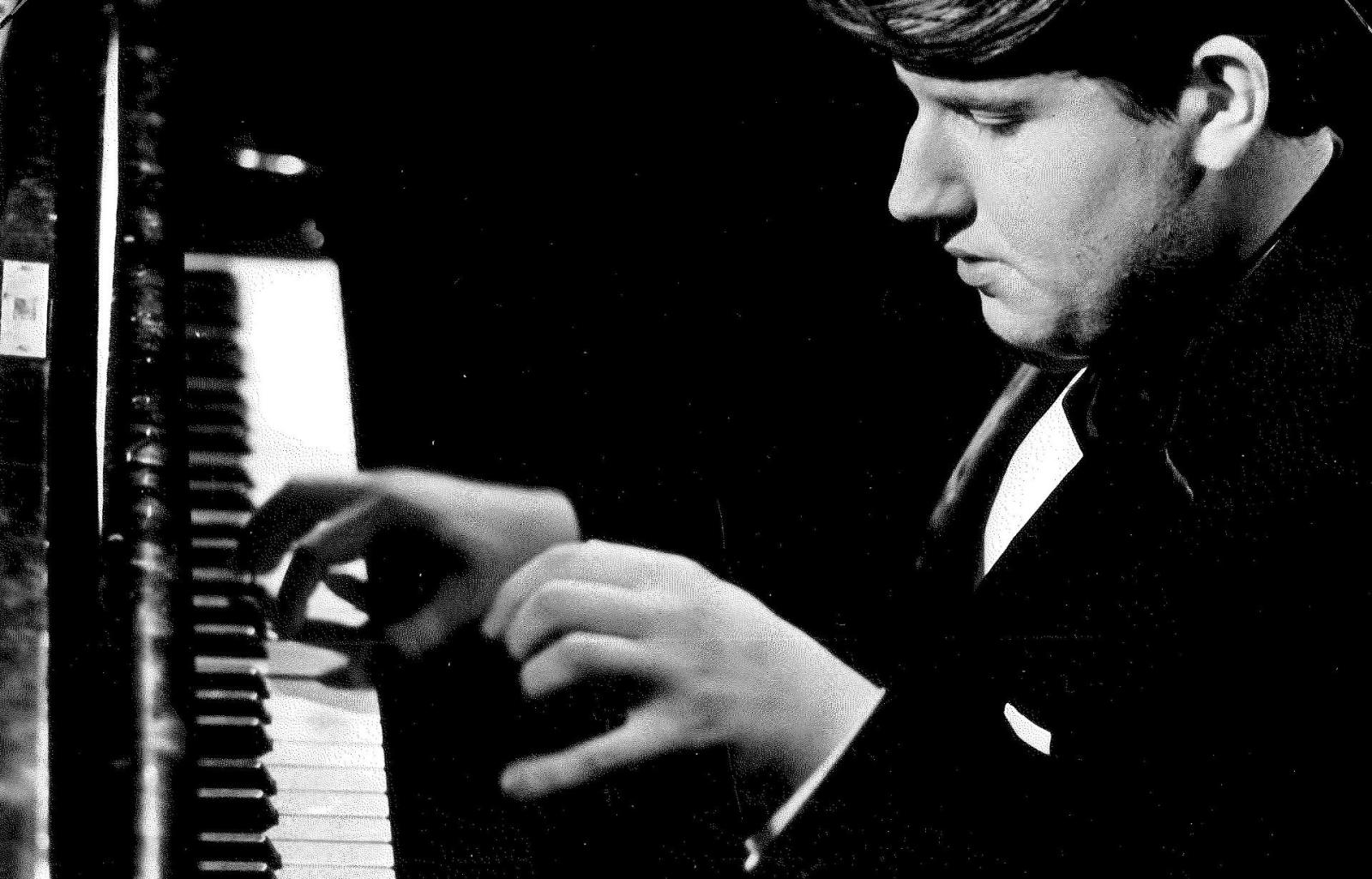
De 17-jarige Sokolov in 1967

Grigori Lipmanovitsj Sokolov (Russisch: Григорий Липманович Соколов) (Leningrad, 18 april 1950), is een van oorsprong Russische concertpianist, die later de Spaanse nationaliteit verkreeg.

## Leven en werk
Hij begon als vijfjarige met pianolessen en studeerde vanaf zijn zevende jaar aan het Conservatorium van Leningrad bij Leah Zelikhman en later bij Moishe Khalfin. Zijn eerste recital gaf hij als twaalfjarige in Moskou. In 1966 won hij, als nauwelijks serieus genomen verrassende outsider, de eerste prijs op het Internationaal Tsjaikovski-concours in Moskou. Daarbij was het oordeel van de jury, voorgezeten door Emil Gilels, unaniem. Vervolgens maakte hij carrière in de toenmalige Sovjet-Unie. Ook ondernam hij diverse succesvolle tournees in de westerse wereld, maar in de jaren tachtig werden hem om politieke redenen geen optredens buiten de Sovjet-Unie toegestaan. Bij de communistische partijleiders bestond de angst dat nóg meer Russische kunstenaars niet zouden terugkeren naar het moederland, nadat ze politiek asiel hadden aangevraagd in het land waar ze te gast waren.  
Nadat de Sovjet-Unie was ontbonden, werd het ook voor Sokolov weer mogelijk om internationale tournees te maken. Sindsdien heeft hij meer dan 1000 recitals gegeven, die doorgaans bewonderende reacties oproepen bij publiek en critici. Zijn repertoire is doordacht en gevarieerd. Naast renaissancemuziek van Byrd en barokmuziek van Froberger, Bach, Couperin en Rameau programmeert hij werken uit het classicisme van Mozart en Haydn, uit de romantiek van onder meer Beethoven, Schubert, Schumann, Brahms en Chopin, Russische muziek van componisten als Skrjabin, Rachmaninov, Arapov en Prokofjev en andere 20e-eeuwse muziek van onder anderen Debussy en Schoenberg. In zijn programmering legt hij verband tussen de composities door zonder onderbreking verder te spelen en pas aan het einde gelegenheid te geven voor applaus, waarna hij afsluit met een doorgaans ruime hoeveelheid toegiften.
Sokolov speelt uitsluitend op Steinway-vleugels, model D-274. Sokolov weet veel van de mechaniek achter het bespelen van de vleugel. Hij laat de stemming van het instrument kort voor aanvang van het concert minutieus corrigeren.

## Waardering

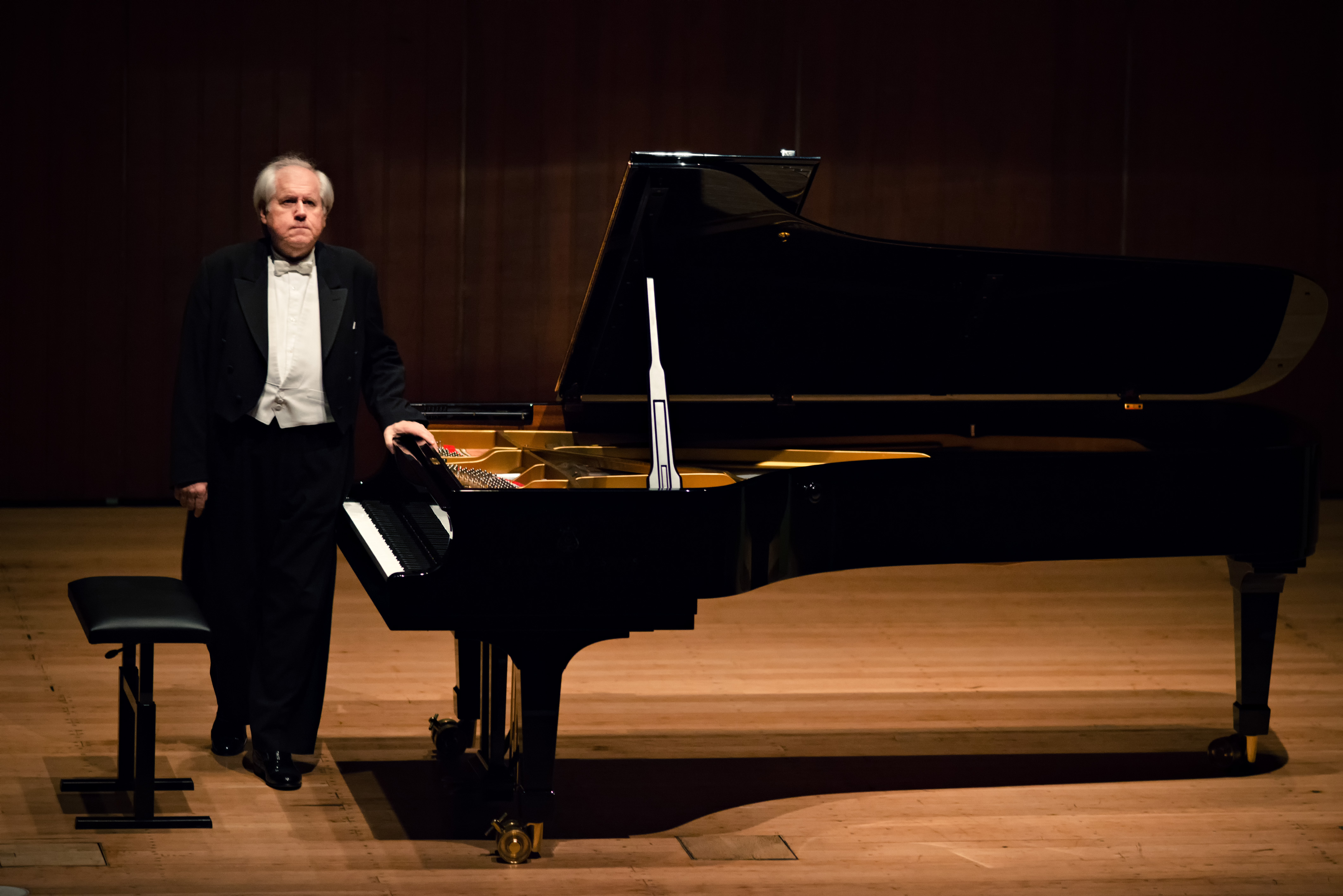
Sokolov met Steinway in 2015

Sokolov is een teruggetrokken, zwijgzame persoonlijkheid, die vroeger ook in pianoconcerten met symfonieorkesten optrad, maar sinds de jaren negentig uitsluitend recitals geeft. Hij vindt de repetitietijden van orkesten te kort en mist de atmosfeer van live-uitvoeringen bij cd-opnamen. Hij maakt die nooit in de studio, maar ze zijn uitsluitend de neerslag van live-uitvoeringen. Hiervoor tekende hij in 2014 een contract bij de Duitse platenmaatschappij Deutsche Grammophon. In januari 2015 bracht Deutsche Grammophon als eerste album een opname uit van Sokolovs Salzburg Festival Concert in de zomer van 2008 onder de naam The Salzburg Recital. 
In september 2015 zorgde Sokolov voor opschudding toen hij de Italiaanse muziekprijs Cremona Music Award afwees voordat deze werd uitgereikt. Hij verklaarde dat in de vorm van een handgeschreven notitie aan de organisatie in het Russisch en Italiaans. Hij wilde niet op een lijst staan samen met de controversiële muziekjournalist Norman Lebrecht, die de prijs in het jaar daarvoor (2014) gekregen had. 
Sokolov wordt beschouwd als een laatste vertegenwoordiger van de Russische virtuozenschool, die in de 19e eeuw begon bij Anton Rubinstein. Velen noemen hem de grootste thans levende pianist. Tot zijn grote voorbeelden rekent hij Gilels, Rachmaninov, Sofronitski, Gould, Solomon en Lipatti. Het komt voor dat hij de dag voorafgaand aan de avond waarop hij moet optreden, doorbrengt in de concertzaal om de ambiance op zich te laten inwerken. Soms demonteert hij dan de concertvleugel om die zo goed mogelijk te leren kennen.
De filmregisseur Bruno Monsaingeon legde in 2002 een optreden van Sokolov vast onder de titel Live in Paris.
Sokolov woont afwisselend in zijn geboortestad Sint-Petersburg (destijds Leningrad) en Verona.
In augustus 2022 verleende de Spaanse regering hem de Spaanse nationaliteit.